# Fatoumata Diallo (députée)
Pour les articles homonymes, voir Fatoumata Diallo.
Fatou Biro Diallo, de son nom de naissance Fatoumata Diallo, est une femme politique guinéenne. Elle est députée de la préfecture de Mamou de 2020 à 2021.

## Biographie
Elle est membre du Rassemblement du peuple de Guinée de l'ancien président Alpha Condé,.
Elle est la représentante de la circonscription de la préfecture de Mamou à l'Assemblée nationale et première vice-présidente de la commission affaires économiques, financières, du plan et de la coopération de la IXe législature de la Guinée.